# NOS (empresa)
NOS es una empresa portuguesa de telecomunicaciones con sede en Lisboa. Fue fundada en 2014 mediante la fusión de ZON Multimédia y Optimus Telecomunicações. Actualmente presta servicios de telefonía fija, móvil, internet, televisión de pago y distribución de cine. Pertenece al holding empresarial portugués Sonae.

## Historia
NOS fue fundado en 2014 a través de la fusión de dos de las mayores empresas de telecomunicaciones de Portugal: ZON y Optimus.
Optimus Telecomunicaçoes había sido creada en 1997 como empresa de telefonía móvil, propiedad del grupo Sonae y con una participación minoritaria de Orange. La compañía se hizo con licencias de GSM, UMTS y telefonía móvil 3G, y en la década de 2010 fue expandiendo sus negocios a la televisión por suscripción (mediante la compra de Clix) y la telefonía fija.
Por otro lado, ZON Multimédia se puso en marcha en 2007, después de que Portugal Telecom desligara todos sus activos audiovisuales en una empresa independiente. La nueva compañía se quedó TVCabo, la mayor empresa de televisión por cable del país, así como servicios de televisión digital e internet de banda ancha. Desde 2012 su máxima accionista era la inversora angoleña Isabel dos Santos.
Las conversaciones para la fusión comenzaron en diciembre de 2012, con un reparto propuesto en la dirección del 60% para Zon y del 40% para Optimus. Para facilitar la operación, Sonae tuvo que adquirir la participación de Orange en el operador que ya controlaba. Ambas empresas llegaron a un acuerdo en febrero de 2013  para crear «ZON Optimus», y seis meses después recibieron el visto bueno de la Autoridad de Competencia. Finalmente, el 16 de mayo de 2014 tuvo lugar el cambio de imagen corporativa bajo la nueva marca «NOS» (traducible al portugués como «nosotros»).

## Productos y servicios
NOS gestiona servicios de telefonía fija, telefonía móvil, internet, televisión por suscripción y creación de contenidos a través de las siguientes filiales:

### NOS Comunicaçoes
El grupo opera bajo su propia marca los servicios de triple play (voz, banda ancha y televisión). El paquete de televisión por suscripción incluye una oferta de servicios de televisión interactiva y video bajo demanda como «UMA», «Iris» y «NOS Play».
En telefonía móvil e internet gestiona las marcas NOS y el operador móvil virtual WTF.

### NOS Lusomundo
Filial especializada en distribución de películas, gestión de salas de cine y participaciones en canales de televisión por suscripción. La empresa fue fundada originalmente en 1953, fue adquirida por Portugal Telecom y en 2007 terminó siendo traspasada al grupo ZON. A través de esta filial tiene una participación del 30% en la productora de televisión Dreamia (junto con AMC Networks International) y del 25% en Sport TV.

### Otras filiales
NOS gestiona también las filiales NOSPUB —venta de publicidad en televisión de pago—; NOS Technology —desarrollo de redes de comunicación electrónicas y equipamiento—; NOS Towering —torres de telefonía móvil—; NOS Sistemas —consultoría en tecnologías de la información y la comunicación—, y NOS Inovação —investigación tecnológica—.
NOS tiene una participación del 30% en Zap, un operador de triple play para Angola y Mozambique. El 70% restante está controlado por una sociedad dirigida por Isabel dos Santos.